# Kent Music Report
Kent Music Report var en hitlista i Australien över singlar och album, som presenterades varje vecka, och sammanställdes av David Kent från maj 1974 och fram till 1998. Från 1988 och framåt började Australian Recording Industry Association producera sina egna listor, de så kallade ARIA Charts.
Innan Kent Report, publicerade tidskriften Go-Set varje vecka listan Top-40, med singlar från 1966 och album från 1970. Listan upphörde då tidningen lades ned i augusti 1974.
David Kent publicerade senare även australiska listor för åren 1940–1973, baserade på statistik från radiostationerna i de olika delstaterna och territorierna.

### Fotnoter
1. ↑  Daniel Lowe. ”Australian Chart History”. Arkiverad från originalet den 4 april 2008. https://web.archive.org/web/20080404224826/http://www.scu.edu.au/schools/edu/ICT/student_pages/sem1_2003/dlowe/hist1.html.
2. ↑  ”Go_Set Magazine Charts 1966-1974”. Arkiverad från originalet den 12 februari 2013. https://web.archive.org/web/20130212122859/http://www.poparchives.com.au/gosetcharts/. Läst 24 september 2012.